# Albi di Dampyr (2000)
Albi pubblicati del fumetto Dampyr nel 2000.
| Nr. | Titolo                   | Soggetto                         | Sceneggiatura                    | Disegni            | Copertina    |
| --- | ------------------------ | -------------------------------- | -------------------------------- | ------------------ | ------------ |
| 1   | Il figlio del diavolo    | Mauro Boselli e Maurizio Colombo | Mauro Boselli e Maurizio Colombo | Mario Rossi (Majo) | Enea Riboldi |
| 2   | La stirpe della notte    | Mauro Boselli e Maurizio Colombo | Mauro Boselli e Maurizio Colombo | Mario Rossi (Majo) | Enea Riboldi |
| 3   | Fantasmi di sabbia       | Mauro Boselli                    | Mauro Boselli                    | Luca Rossi         | Enea Riboldi |
| 4   | Notturno in rosso        | Maurizio Colombo                 | Maurizio Colombo                 | Maurizio Dotti     | Enea Riboldi |
| 5   | Sotto il ponte di pietra | Mauro Boselli                    | Mauro Boselli                    | Luca Rossi         | Enea Riboldi |
| 6   | La costa degli scheletri | Mauro Boselli                    | Mauro Boselli                    | Maurizio Dotti     | Enea Riboldi |
| 7   | Zona proibita            | Mauro Boselli                    | Mauro Boselli                    | Maurizio Dotti     | Enea Riboldi |
| 8   | Dalle tenebre            | Mauro Boselli e Maurizio Colombo | Mauro Boselli e Maurizio Colombo | Nicola Genzianella | Enea Riboldi |
| 9   | Lamiah                   | Maurizio Colombo                 | Maurizio Colombo                 | Luca Rossi         | Enea Riboldi |

## Trame

### Il figlio del diavolo
Durante la guerra civile iugoslava, un drappello di soldati bosniaci viene attaccato da un branco di vampiri. Viene così chiamato a difenderli un uomo che, nei villaggi vicini, si fa chiamare Dampyr, dicendo di essere per metà umano e per metà vampiro. In realtà, Harlan Draka, questo il suo nome, sfrutta questa leggenda solo per vivere, ingannando qualche povero contadino, e sfruttando così il nome di Dampyr che gli avevano dato da bambino alcuni compagni di giochi. In realtà, egli scopre davvero di esserlo, e riesce ad uccidere uno dei non-morti che assaliva il villaggio.
Riesce perfino a catturarne una, Tesla, che gli rivela la sua natura. Scoperto che il suo sangue, per metà umano e metà vampiro, è letale per questi ultimi, viene preso alla sprovvista. Intanto, i soldati bosniaci decidono di fuggire, abbandonando Harlan, la non-morta Tesla ed Emil Kurjak, il loro comandante, reo di voler rimanere nel villaggio assediato per ordine dei suoi superiori. Portano con loro, però, anche l'amico di Harlan, Yuri, che invece voleva rimanere. Ma appena usciti dal villaggio, vengono assaliti dal branco di non-morti del Maestro della Notte Gorka, che trasforma alcuni di loro, tra cui lo stesso Yuri, in vampiri. Poco dopo, assale nuovamente il villaggio, ma stavolta i proiettili bagnati nel sangue del Dampyr ne uccidono diversi, tra cui lo stesso Yuri. Sul corpo del suo amico, Dampyr giura così vendetta a Gorka.

### La stirpe della notte
Harlan Draka ed Emil Kurjak decidono di vendicare i compagni uccisi da Gorka. Ma durante la ricerca di quest'ultimo, sono costretti a sfidare varie inside: prima Gorka cerca di farli uccidere da Tesla Dubcek, prendendo possesso della sua mente. Poi invia un piccolo drappello di non-morti per cercare di ucciderli. Infine, li attira nella biblioteca di Sarajevo, dove si nasconde, per affrontarli ed ucciderli di persona. La scelta della biblioteca di Sarajevo non è casuale, visto che è il luogo dove Draka, il padre di Harlan uccideva le sue vittime. Ma nello scontro con Harlan Draka, Gorka viene prima ferito e poi ucciso definitivamente. Dalla biblioteca di Sarajevo, Harlan preleva anche dei libri del padre, e si mette alla sua ricerca.

### Fantasmi di sabbia
Basandosi su una illustrazione trovata fra le carte del padre, Harlan Draka si reca in un pacifico villaggio della Cornovaglia, dove si trova una vecchia villa abitata dalla Maestra della Notte Amber Tremayne. Stabilita una tregua con la vampira, Harlan viene a sapere della scomparsa di un ragazzo del luogo nei dintorni del Sandcastle Arcade, un luna park abbandonato sotto al quale, più di un secolo prima, Amber e Draka, il padre di Harlan, avevano fatto a pezzi e seppellito Kostacki, un potente Maestro della Notte.

### Notturno in rosso
Invitati da un ex-commilitone di Kurjak, Harlan e compagni cercano di entrare nella mafia russa per finanziare le proprie operazioni e dare la caccia ad un altro arcivampiro. Non è tuttavia un buon momento per entrare nel clan criminale dei Kirilienko, il cui capo è stato rapito dal Maestro della Notte Grigor Vurdalak: in cambio della sua liberazione, Vurdalak propone al figlio Aleksey Kirilienko uno scambio con il Dampyr.

### Sotto il ponte di pietra
Harlan riceve un misterioso invito a Praga, nel "Teatro dei Passi Perduti", perennemente protetto dalla nebbia; nella capitale ceca fa la conoscenza del padrone del teatro, Caleb Lost, Amesha e membro della Squadra del Bene, e di Nikolaus, cordiale avversario di quest'ultimo. Nella magica città, tuttavia, le leggende stanno per prendere vita: il mago Comenius ha riportato in vita per un giorno il vecchio ghetto ebraico dove si trovava il Golem, ma per risvegliarlo e servirsene per dominare sul mondo intero ha bisogno di un'anima particolarmente potente: l'anima di un Dampyr.

### La costa degli scheletri
Harlan e compagni sono in Namibia sulle tracce di Jan Vathek, Maestro della Notte legato al dominio del Sudafrica nella regione ai tempi dell'Apartheid e ora a capo di una miniera diamantifera; la loro strada si incrocia con quella di tre poliziotti locali, che indagano su una tribù nomade di presunti vampiri. Aiutati da un anziano veggente, il gruppo cercherà di venire a capo del mistero, ma dovranno vedersela con i mercenari di Jan Vathek, gli "Scorpioni", e il suo branco di legionari vampiri.

### Zona proibita
Harlan e compagni vengono salvati dall'attacco dei legionari vampiri di Vathek dall'intervento di un Maestro della Notte rivale, Omulù, conosciuto anche come il dio della pestilenza, il quale vuole impadronirsi del territorio di Vathek. In uno scontro a tre fra il Dampyr e i due Maestri Omulù, che si era servito di Harlan per abbassare le difese del proprio rivale, sembra avere la meglio, mentre Harlan e compagni vengono costretti a lasciare il paese; ma il "dio della pestilenza" non vuole davvero mantenere in vita chi ha il potere di porre fine alla sua esistenza millenaria, e Harlan dovrà affrontare tradimenti, trappole e una sfida sotto il sole del Damaraland per avere la meglio sul Maestro.
Tutto sembra concludersi felicemente, quindi, se non fosse che Vathek, sopravvissuto inaspettatamente allo scontro nella miniera, è ancora vivo.

### Dalle tenebre
Chiamato a Friburgo da uno dei corrispondenti di Caleb Lost, il Professor Hans Milius, Harlan dovrà indagare sulla scomparsa del grimorio di magia nera De profundis, che avrebbe il potere di aprire un varco nella dimensione dei mostruosi "Antichi dei": chi, fra tre professori sospettati, sta eliminando i custodi delle parti del grimorio per ottenerne il possesso? Con l'aiuto di Sophie Mutter, studentessa universitaria, Harlan dovrà rintracciare l'ultima parte del grimorio, custodita proprio a Friburgo, e intraprendere una corsa contro il tempo per salvare Sophie da un terribile destino.

### Lamiah
A Berlino, Lamiah, una Maestra della Notte sconfitta e imprigionata dal rivale Shrek, riesce finalmente a liberarsi e progetta la sua vendetta. Nel frattempo, Harlan e Tesla si recano nella città per indagare su alcuni misteriosi omicidi che sembrano causati da non-morti; ma Tesla ha anche un motivo più importante per essere presente: il suo ex amante nel gruppo rivoluzionario "Le Tigri", di cui faceva parte quando era viva, sta morendo di AIDS, e la vampira decide di stargli vicino sino alla fine.
Il passato di Tesla presenta ancora dei punti oscuri: chi vendette il gruppo di giovani rivoluzionari alla polizia? Perché Shawn e Benno furono gli unici a non venire catturati? Mentre Harlan e Tesla cercano una risposta a queste domande e si addentrano nella metropolitana berlinese alla ricerca di Shrek, la bella Lamiah si prepara ad affrontare il suo pericoloso rivale.